# 清瀬市の町名
本項清瀬市の町名（きよせしのちょうめい）では、東京都清瀬市における現在の町名を一覧化するとともに、明治時代初期以来の町名の変遷について記述する。

## 現行行政町名一覧
清瀬市では、全域に亘って町名整理が実施されており、一部の区域で住居表示に関する法律に基づく住居表示が実施されている。
| 町名         | 町名の読み   | 町区域設定年月日 | 住居表示実施年月日 | 住居表示実施前の町名等                     | 備考 |
| ------------ | ------------ | ---------------- | ------------------ | ------------------------------------------ | ---- |
| 上清戸一丁目 | かみきよと   | 1965年11月1日    | 1965年11月1日      | 大字上清戸、大字野火止                     |      |
| 上清戸二丁目 | かみきよと   | 1965年11月1日    | 1965年11月1日      | 大字上清戸、大字中里、大字中清戸           |      |
| 元町一丁目   | もとまち     | 1965年11月1日    | 1965年11月1日      | 大字上清戸、大字下清戸                     |      |
| 元町二丁目   | もとまち     | 1965年11月1日    | 1965年11月1日      | 大字上清戸、大字中清戸、大字下清戸         |      |
| 中清戸一丁目 | なかきよと   | 1970年7月1日     | 未実施             |                                            |      |
| 中清戸二丁目 | なかきよと   | 1970年7月1日     | 未実施             |                                            |      |
| 中清戸三丁目 | なかきよと   | 1970年7月1日     | 未実施             |                                            |      |
| 中清戸四丁目 | なかきよと   | 1970年7月1日     | 未実施             |                                            |      |
| 中清戸五丁目 | なかきよと   | 1970年7月1日     | 未実施             |                                            |      |
| 下清戸一丁目 | しもきよと   | 1970年7月1日     | 未実施             |                                            |      |
| 下清戸二丁目 | しもきよと   | 1970年7月1日     | 未実施             |                                            |      |
| 下清戸三丁目 | しもきよと   | 1970年7月1日     | 未実施             |                                            |      |
| 下清戸四丁目 | しもきよと   | 1970年7月1日     | 未実施             |                                            |      |
| 下清戸五丁目 | しもきよと   | 1970年7月1日     | 未実施             |                                            |      |
| 下宿一丁目   | したじゅく   | 1970年7月1日     | 未実施             |                                            |      |
| 下宿二丁目   | したじゅく   | 1970年7月1日     | 未実施             |                                            |      |
| 下宿三丁目   | したじゅく   | 1970年7月1日     | 未実施             |                                            |      |
| 旭が丘一丁目 | あさひがおか | 1967年9月1日     | 未実施             |                                            |      |
| 旭が丘二丁目 | あさひがおか | 1967年9月1日     | 1967年9月1日       | 大字清戸下宿字台田原・字岡・字屼           |      |
| 旭が丘三丁目 | あさひがおか | 1967年9月1日     | 未実施             |                                            |      |
| 旭が丘四丁目 | あさひがおか | 1967年9月1日     | 未実施             |                                            |      |
| 旭が丘五丁目 | あさひがおか | 1967年9月1日     | 1967年9月1日       | 大字清戸下宿字屼・字松原                   |      |
| 旭が丘六丁目 | あさひがおか | 1967年9月1日     | 未実施             |                                            |      |
| 中里一丁目   | なかざと     | 1970年7月1日     | 未実施             |                                            |      |
| 中里二丁目   | なかざと     | 1970年7月1日     | 未実施             |                                            |      |
| 中里三丁目   | なかざと     | 1970年7月1日     | 未実施             |                                            |      |
| 中里四丁目   | なかざと     | 1970年7月1日     | 未実施             |                                            |      |
| 中里五丁目   | なかざと     | 1970年7月1日     | 未実施             |                                            |      |
| 中里六丁目   | なかざと     | 1970年7月1日     | 未実施             |                                            |      |
| 野塩一丁目   | のしお       | 1970年7月1日     | 未実施             |                                            |      |
| 野塩二丁目   | のしお       | 1970年7月1日     | 未実施             |                                            |      |
| 野塩三丁目   | のしお       | 1970年7月1日     | 未実施             |                                            |      |
| 野塩四丁目   | のしお       | 1970年7月1日     | 未実施             |                                            |      |
| 野塩五丁目   | のしお       | 1970年7月1日     | 未実施             |                                            |      |
| 松山一丁目   | まつやま     | 1964年4月1日     | 1964年4月1日       | 大字上清戸、大字中清戸、大字下清戸         |      |
| 松山二丁目   | まつやま     | 1964年4月1日     | 1964年4月1日       | 大字下清戸                                 |      |
| 松山三丁目   | まつやま     | 1964年4月1日     | 1964年4月1日       | 大字上清戸、大字中清戸、大字下清戸         |      |
| 竹丘一丁目   | たけおか     | 1964年4月1日     | 1964年4月1日       | 大字中清戸、大字下清戸                     |      |
| 竹丘二丁目   | たけおか     | 1964年4月1日     | 1964年4月1日       | 大字中清戸、大字下清戸、大字下里           |      |
| 竹丘三丁目   | たけおか     | 1964年4月1日     | 1964年4月1日       | 大字中清戸、大字下里、大字野塩、大字上清戸 |      |
| 梅園一丁目   | うめぞの     | 1964年4月1日     | 1964年4月1日       | 大字上清戸、大字中清戸、大字下清戸         |      |
| 梅園二丁目   | うめぞの     | 1964年4月1日     | 1964年4月1日       | 大字野火止、大字野塩                       |      |
| 梅園三丁目   | うめぞの     | 1964年4月1日     | 1964年4月1日       | 大字野火止、大字野塩                       |      |

## 清瀬市の前史と行政区画の移り変わり
東京都清瀬市は、1889年（明治22年）に明治政府が町村制を施行した際に、上清戸村・中清戸村・下清戸村・清戸下宿村・中里村・野塩村および埼玉県新座郡野火止村の一部を合わせて発足した清瀬村が、1954年（昭和29年）4月5日の町制の施行を経て、1970年（昭和22年）10月1日に市制を施行することで成立した。